# Warga
Warga (officieel, Fries: Wergea) is een dorp in de gemeente Leeuwarden, in de Nederlandse provincie Friesland. Warga ligt ten  zuiden van de stad Leeuwarden, tussen Wirdum en Wartena, ten zuiden van de N31. Ten zuidoosten van Warga ligt het Nationaal Park De Alde Feanen.
In 2023 telde het dorp 1.905 inwoners. In het postcodegebied van Warga liggen de buurtschappen Angwier, Domwier en Naarderburen. Ten zuidwesten van het dorp ligt de droogmakerij Wargaastermeer.

## Geschiedenis
Warga is ontstaan op een terp te midden van de meren het Wargastermeer, het Jorniahuistermeer en het Hempensermeer. In de 15e eeuw groeide de plaats buiten de terp, langs de vaart, maar was ook over land te bereiken. 
In de 10e eeuw werd de plaats vermeld als Wartengahe. In 1441 als Werraga, in 1465 als Warraghae, in 1474 als Warregae en in 1579 als Werrega. De plaatsnaam duidt waarschijnlijk op de woonplaats van de persoon Warte.
Tot de gemeentelijke herindeling in 1984 maakte Warga deel uit van de toenmalige gemeente Idaarderadeel, die toen opging in de gemeente Boornsterhem. Op 1 januari 2014 is deze gemeente opgeheven, waarop Warga onderdeel is geworden van de gemeente Leeuwarden.
In 1989 werd door de gemeente Boornsterhem de officiële naam van de plaats gewijzigd in het Friestalige Wergea. In de gemeente Leeuwarden zijn de Nederlandse plaatsnamen de officiële, behalve voor de plaatsen die werden overgenomen van de opgeheven gemeente Boornsterhem, waarbij de officiële status van de Friestalige namen werd gehandhaafd.

## Beschermd dorpsgezicht
Verder is een deel van Warga een beschermd dorpsgezicht, een van de beschermde stads- en dorpsgezichten in Friesland. Verder zijn er in het dorp 17 rijksmonumenten.

## Kerken

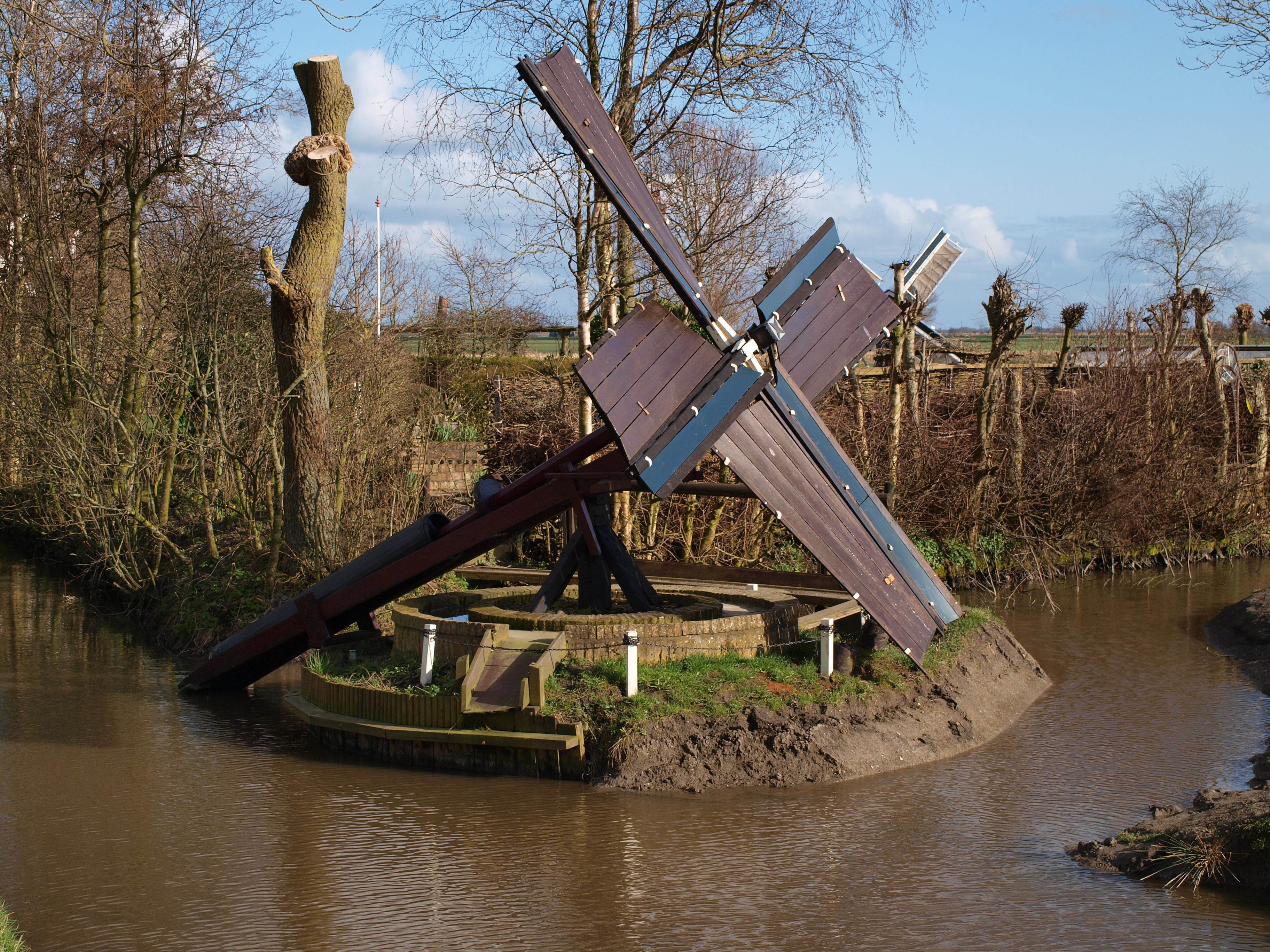
De Tjasker Warga

In Warga staan drie kerken; de Sint-Martinuskerk uit 1863, theaterkerk De Bidler uit 1877 (voorheen de Hervormde kerk) en de doopsgezinde kerk De Gele Eker uit 1863.

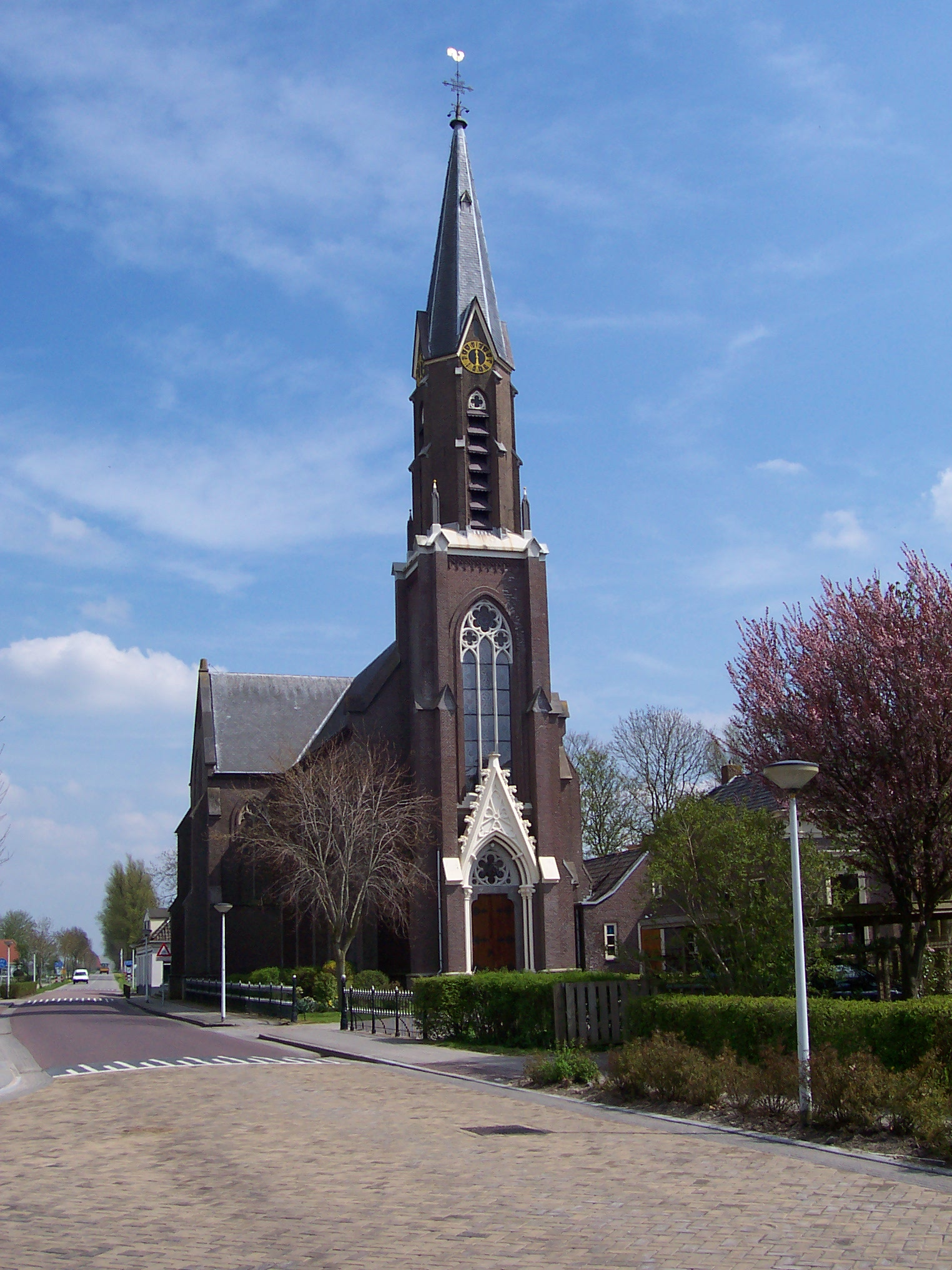
Sint-Martinuskerk
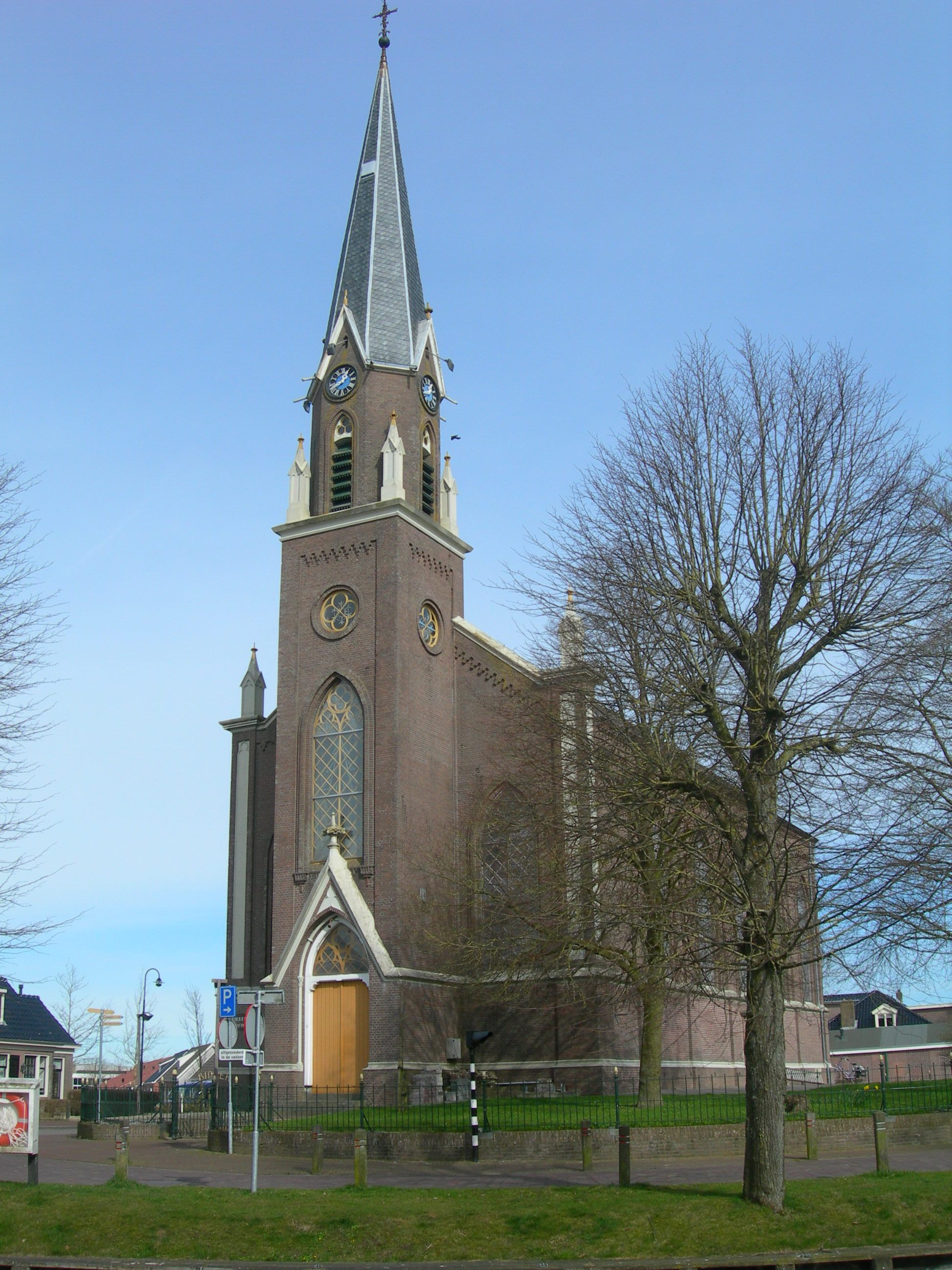
De Bidler
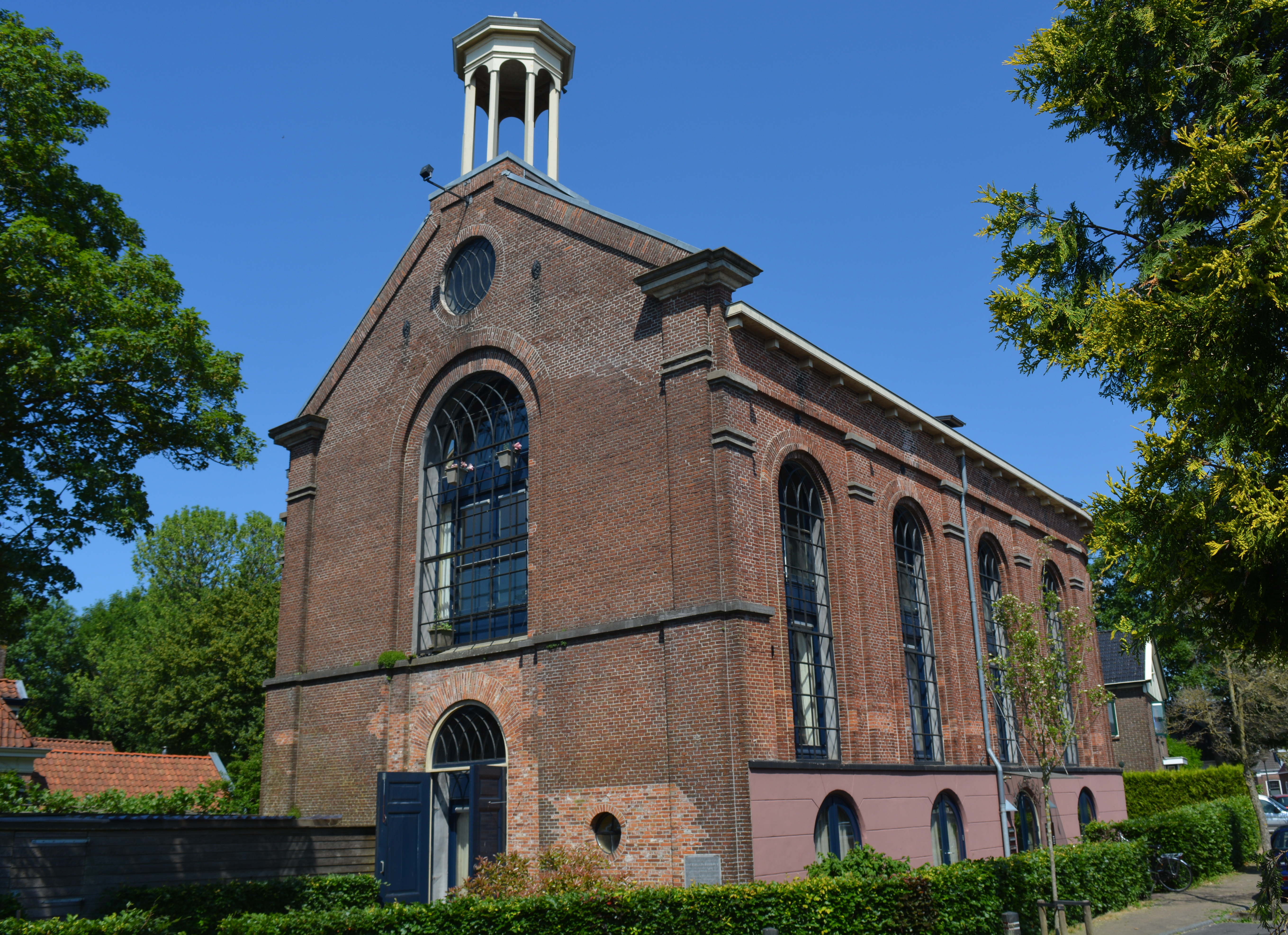
De Gele Eker

## Molen
Bij Warga staan twee poldermolens, de Hempenserpoldermolen en een paaltjasker.

## Sport
Het dorp heeft een multisportvereniging UDI (gymnastiek en volleybal), een Tennisvereniging Warga, een kaatsvereniging 't Oosten, een voetbalvereniging VV Warga, een watersportvereniging WWS en een ijsclub De Wergeaster Reed.

## Cultuur
Het dorp heeft zowel een dorpshuis, genaamd Us Doarpshûs, als een multifunctioneel centrum, theaterkerk De Bidler (in de voormalige hervormde kerk). Warga heeft een kinderkoor Sjong en een toneelvereniging Halbertsma.
Jaarlijks vindt het openluchtspel plaats in het dorp.

## Onderwijs
Het dorp heeft een basisschool, de IBS de Twamester.

## Bevolkingsontwikkeling
| 1999 | 2002 | 2003 | 2004 | 2005 | 2006 | 2007 | 2008 | 2009 | 2012 | 2018 | 2019 | 2021 | 2023 |
| ---- | ---- | ---- | ---- | ---- | ---- | ---- | ---- | ---- | ---- | ---- | ---- | ---- | ---- |
| 1711 | 1669 | 1638 | 1588 | 1598 | 1615 | 1622 | 1611 | 1640 | 1660 | 1700 | 1710 | 1830 | 1905 |

## Bekende (ex-)inwoners

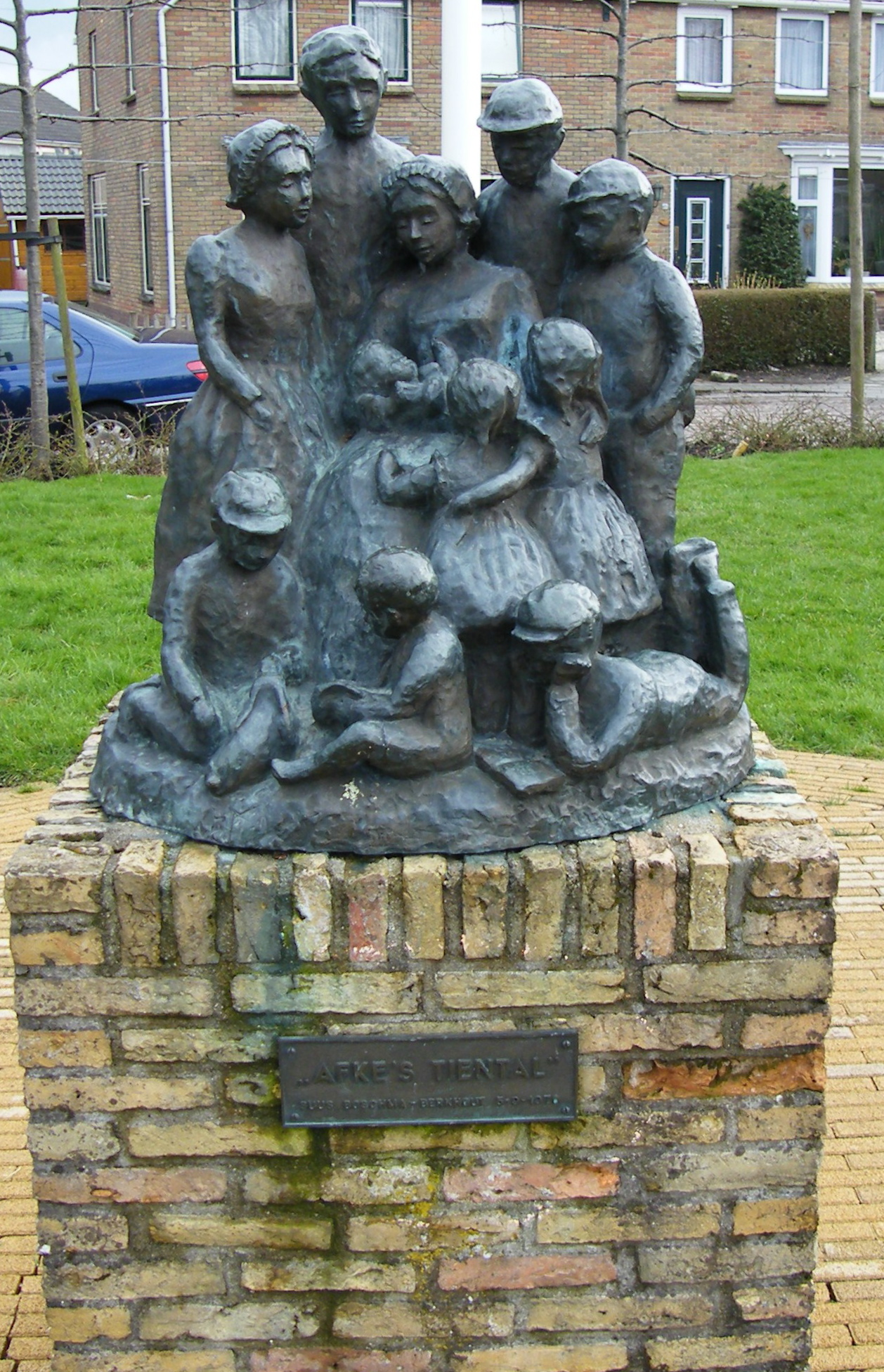
Beeld ter ere van het werk van Nienke van Hichtum

Warga is bekend geworden door de schrijfster Nienke van Hichtum, die het boek Afke's tiental heeft geschreven. Een beeld, gemaakt door Suze Boschma-Berkhout, voorstellende het kinderrijke Wargaaster gezin van Sjoerd en Harmke Feenstra-Tuinstra, dat als voorbeeld diende voor het boek, is in het centrum te vinden.
Johan van der Veen en Mirjam Timmer van Twarres komen uit Warga.

### Geboren in Warga
- Reijnold Popma van Oevering (gedoopt 1692), kerkmusicus
- Minne Hoekstra (1884-1941), dominee, schaatser (winnaar van de eerste officiële Elfstedentocht).
- Harm de Boer (1887-1941), onderwijzer, propagandist en politicus
- Barend van der Veen (1908-1984), schaatser
- Wopkje Kooistra (1924-2017), schaatsster
- Meindert Bylsma (1941-), schrijver en dichter
- Jan Brander (1946-), amateurwielrenner, houder UCI werelduurrecord 60+
- Rinske Zeinstra, (1947-2006), schaatsster
- Jaap Lodewijks (1952-2015), journalist en auteur
- Anneke Zeinstra (1953-), schaatsster

### Overleden in Warga
- Johannes Henricus Nieuwold (1737-1812), predikant en pedagoog.
- Jehannes Ytsma (1957-2005), taalsocioloog